# Monniaz
Monniaz est un hameau agricole de la commune de Jussy, dans le canton de Genève, en Suisse.
Ses habitants se nomment les Monniatis, mot qui a donné son nom au Monniati Festival, festival de musique et de cirque s'y déroulant.
Le chemin des Arales part de Monniaz en direction du nord-est. C'est le lieu le plus élevé (516 m) et le plus à l'est du canton de Genève.

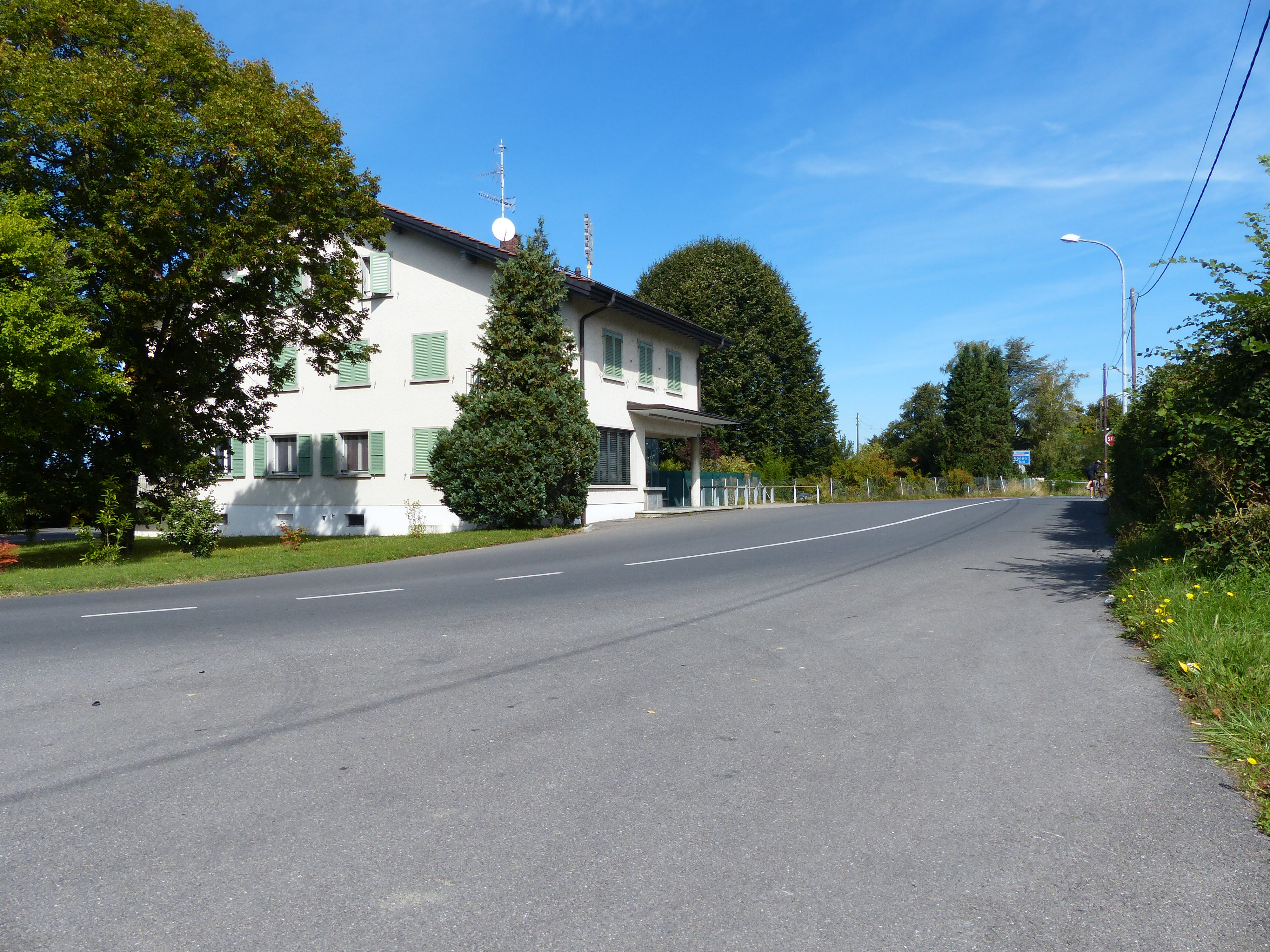
Douane de Monniaz
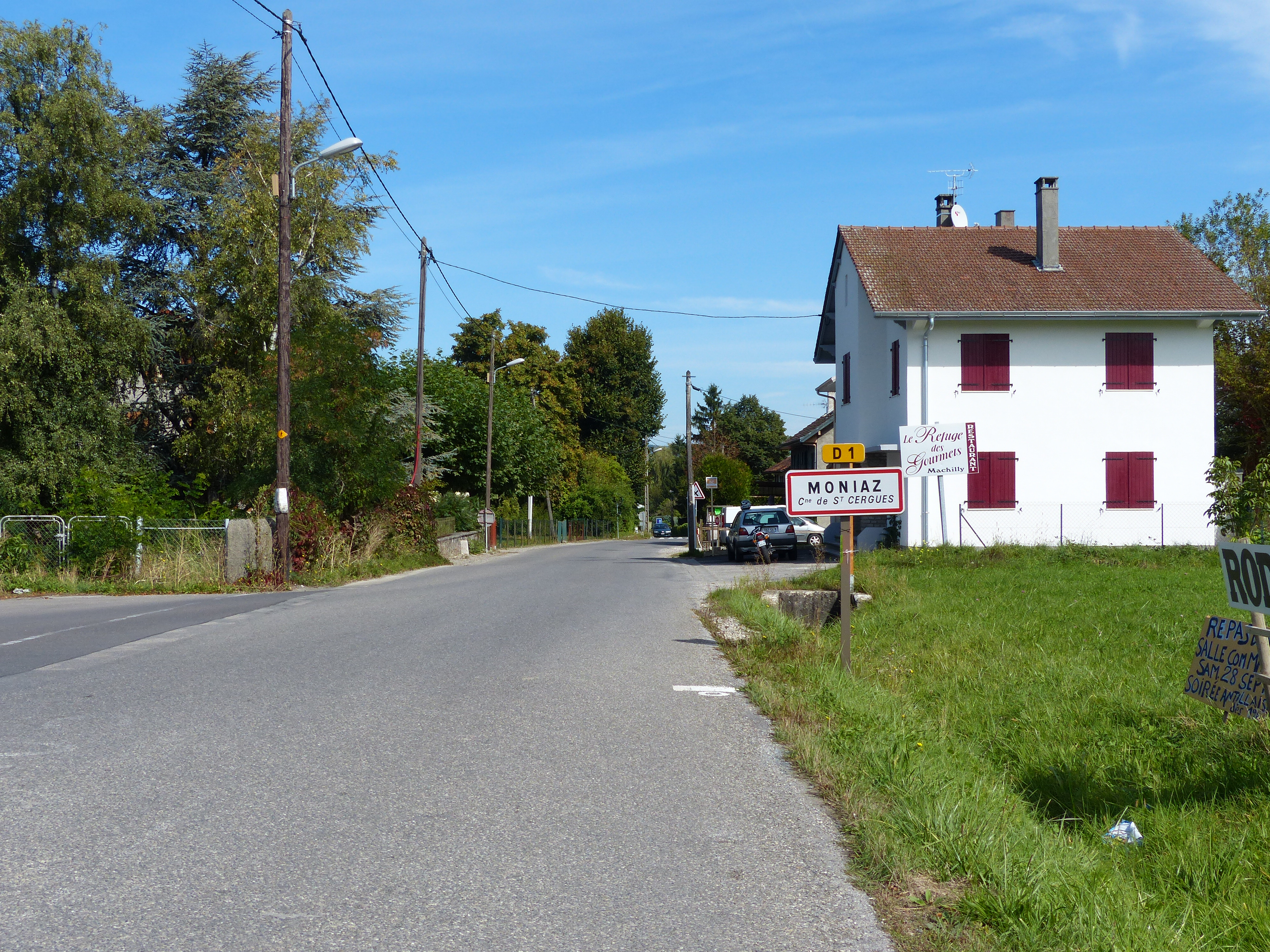
Entrée de la partie française de Moniaz, hameau de Saint-Cergues, Haute-Savoie.
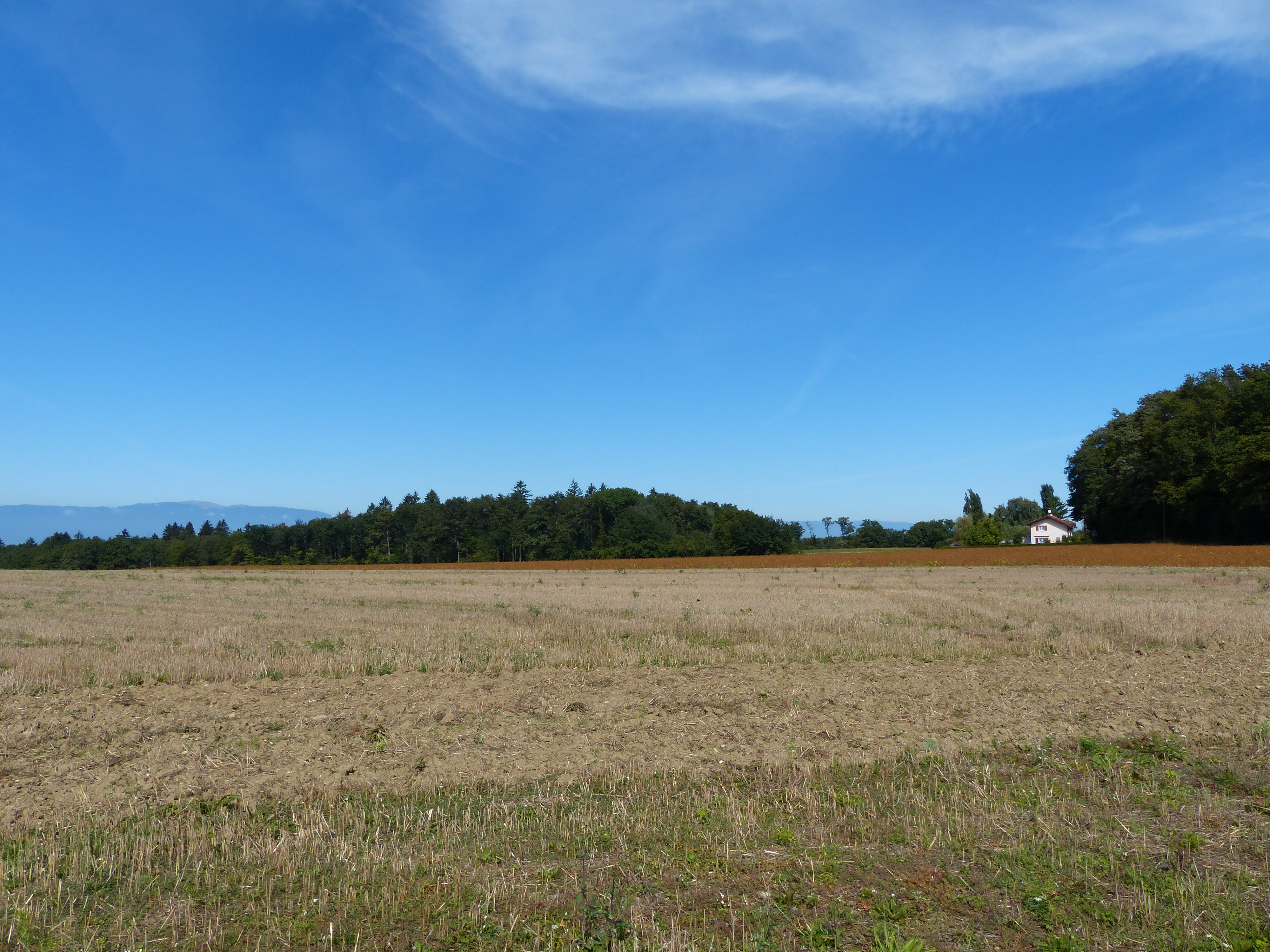
Champ cultivé aux alentours de Monniaz, avec vue sur Les Arales.
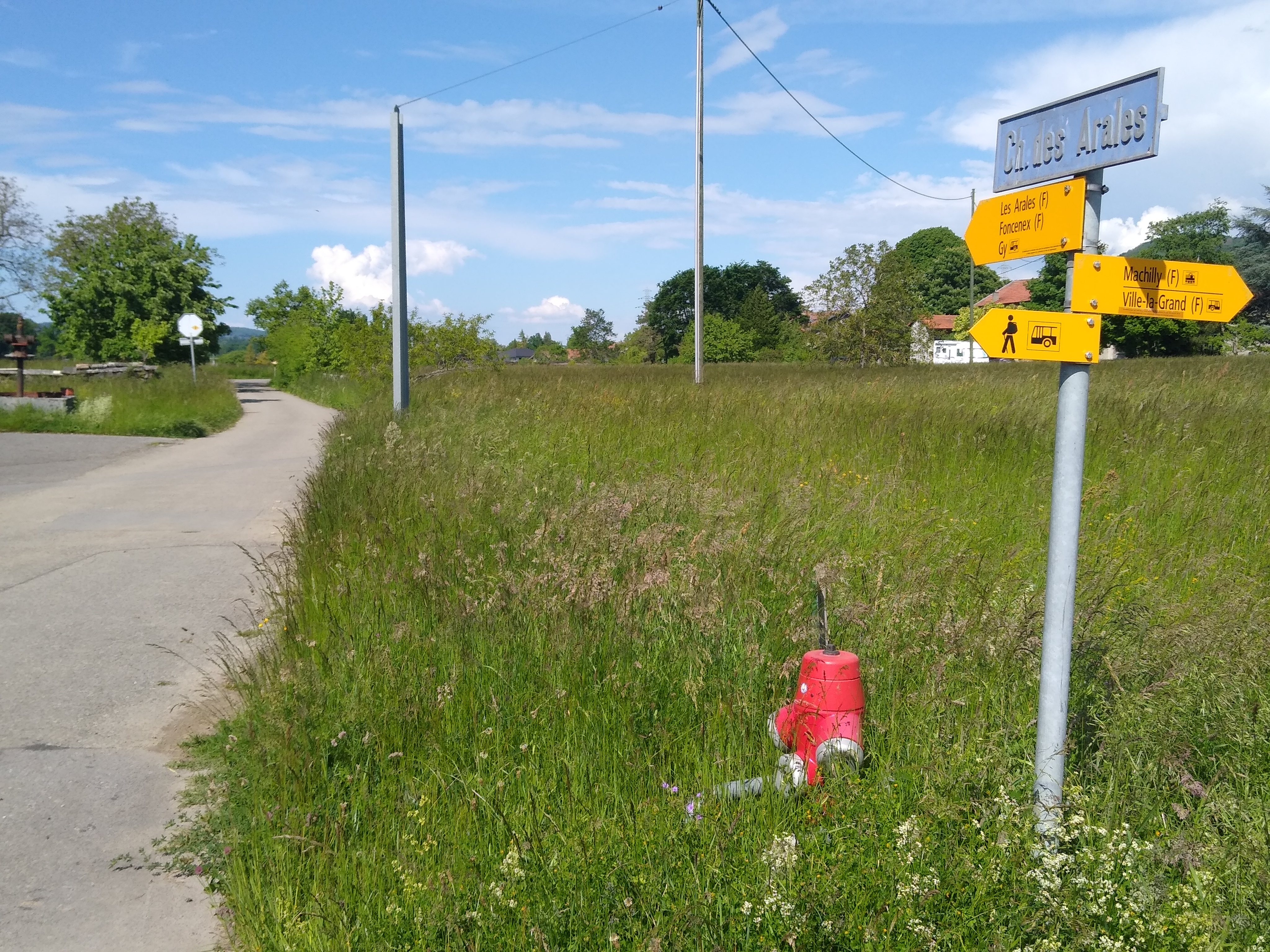
Chemin des Arales au départ de Monniaz.
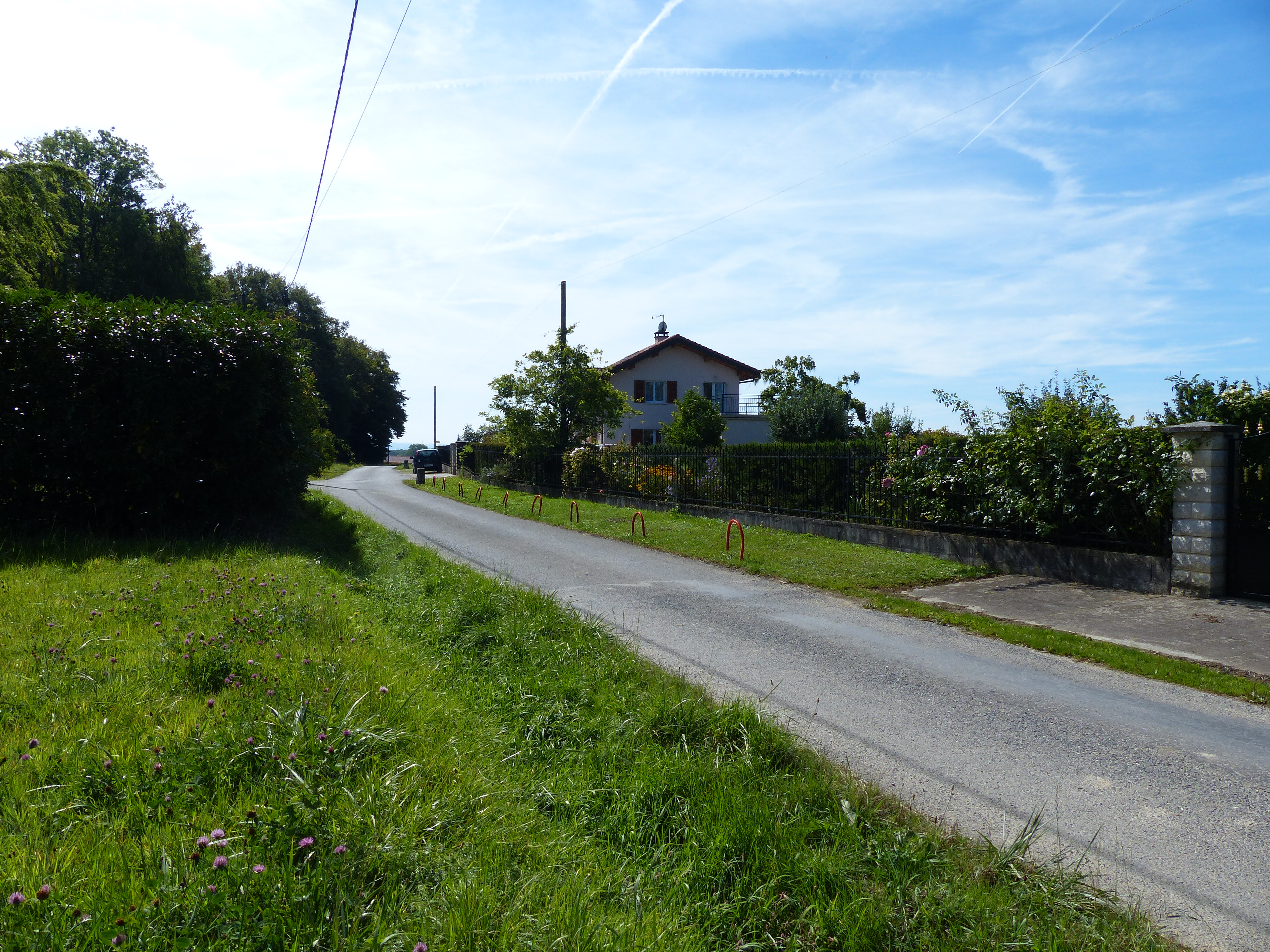
Les Arales, lieu le plus élevé (516 m) et le plus à l'est du canton de Genève.